# Hiliamauzula
Hiliamauzula is een bestuurslaag in het regentschap Nias Selatan van de provincie Noord-Sumatra, Indonesië. Hiliamauzula telt 1710 inwoners (volkstelling 2010).